# Merle de Hauxwell
Turdus hauxwelli
Espèce
Statut de conservation UICN

 LC  : Préoccupation mineure
Le Merle de Hauxwell (Turdus hauxwelli) est une espèce de passereaux appartenant à la famille des Turdidae. C'est une espèce monotypique.

## Habitats et répartition
Cet oiseau se trouve en Bolivie , au Brésil , en Colombie ,  en Équateur , au Pérou et au Venezuela . 
On le trouve dans des forêts humides subtropicales ou  tropicales de plaine et dans des marécages subtropicaux ou tropicaux 